# Song Kaj
Song Kaj, kitajski veslač, * 29. januar 1984, Ljudska republika Kitajska.
Song je za Kitajsko nastopil na Poletnih olimpijskih igrah 2008 v Pekingu, kjer je v četvercu brez krmarja kitajski čoln osvojil 13. mesto.